# Vzletišče Cerkvenjak
Vzletišče Cerkvenjak ima travnato stezo za vzletanje in pristajanje zrakoplovov, namenjeno vzletanju in pristajanju motornih zmajev, ultralahkih letal in ostalih letalnih naprav ter generalne aviacije, katere letalne karakteristike ustrezajo dimenzijam vzletišča in njegovim omejitvam za športne dejavnosti; letalske prireditve in po potrebi za usposabljanje letalnega osebja. Vzletišče uporablja VHF radijsko frekvenco 122.505 MHz, enako kot bližnje letališče Ptuj. Leta 2024 so razširili in podaljšali stezo 16/34 na 900 m x 40 m, s tem so postali največje vzletišče v državi, želijo si pridobiti status letališča, ko bodo zato izpolnjeni vsi pogoji.  
Vzletišče se nahaja 4 km jugozahodno od Cerkvenjaka, južno od regionalne ceste Cerkvenjak–Lenart. Vzletišče se nahaja med vasema Čagona in Spodnje Verjane.
Vzletišče je uporabno za dnevno letenje po pravilih VFR in VMC pogojih letenja in je odprto pol ure pred sončnim vzhodom in pol ure po sončnem zahodu in kadar je smer pristajanja na VPS označena s črko »T« in je na vzletišču prisotna odgovorna oseba, imenovana s strani uporabnika vzletišča.